# Магдаленка (Люблінське воєводство)
Магдаленка (пол. Magdalenka) — селище (осада) в Польщі, розташоване в Люблінському воєводстві Томашовського повіту, гміни Ульгувек. 
Населення — 231 особа (2011).